# El Manguito Buenavista
El Manguito Buenavista är en ort i Mexiko.   Den ligger i kommunen Ixtapa och delstaten Chiapas, i den sydöstra delen av landet, 700 km öster om huvudstaden Mexico City. El Manguito Buenavista ligger 1 129 meter över havet och antalet invånare är 403.
Terrängen runt El Manguito Buenavista är kuperad. Runt El Manguito Buenavista är det ganska tätbefolkat, med 116 invånare per kvadratkilometer. Närmaste större samhälle är Chiapa de Corzo, 19,5 km sydväst om El Manguito Buenavista. I omgivningarna runt El Manguito Buenavista växer huvudsakligen savannskog.